# Edward Betts
Edward Ladd Betts (5 de junio de 1815 - 21 de enero de 1872) fue un ingeniero civil británico, que en su faceta de contratista participó en la construcción de numerosas vías férreas asociado con Samuel Morton Peto.

## Primeros años
Edward Betts nació en Buckland, cerca de Dover, hijo de William Betts (1790–1867), un exitoso agente de contratistas y él mismo contratista ferroviario.
Fue aprendiz de un constructor en Lincoln. Sin embargo, cada vez más interesado en la ingeniería, pasó a trabajar como agente de Hugh McIntosh en la construcción del faro de Black Rock en Beaumaris.

## Contratista ferroviario
La primera empresa ferroviaria de Edward Betts fue supervisar la construcción del viaducto de Dutton en el Ferrocarril Grand Junction para Hugh McIntosh, bajo la dirección de George Stephenson como ingeniero. Después de la muerte de McIntosh en 1840, William Betts & Sons, la empresa familiar que pasó a llevar el nombre de Edward y de su padre, obtuvo contratos con el Ferrocarril del Sureste para la construcción de una serie de tramos que incluían la línea Marsden-Ashford, el ramal de Maidstone y el túnel Saltwood. La compañía también obtuvo grandes contratos en nombre de David McIntosh para el Ferrocarril del Condado de Midlands (lo que propició que la familia Betts se mudase a Leicester), y para el Ferrocarril Mánchester-Birmingham. Más adelante, Betts siguió logrando contratos, especialmente en el área de Chester.
Tras la jubilación de su padre, que se retiró a Bevois Mount (Southampton) en 1845, Betts asumió la responsabilidad total del negocio de la compañía Betts.
Cuando se disolvió en 1846 la principal sociedad contratista de ingeniería civil formada por Samuel Morton Peto y Thomas Grissell, Betts pasó a trabajar con Peto en algunos tramos del Great Northern Railway.

## Peto y Betts
En 1848 se constituyó formalmente la compañía Peto y Betts, y los dos socios trabajaron juntos en una gran cantidad de contratos ferroviarios.
Con frecuencia, también trabajron en asociación con Thomas Brassey a través de la sociedad Peto, Brassey y Betts. Posiblemente, la mayor empresa acometida por este trío de empresarios fue la construcción del Gran Ferrocarril Troncal en Canadá. Betts asumió la gestión efectiva de la empresa, que incluyó la construcción del puente Victoria a través del río San Lorenzo en Montreal.

### El Gran Ferrocarril Central de Crimea
Peto, Betts y Brassey construyeron a gran velocidad el Gran Ferrocarril Central de Crimea, una línea férrea que permitió transportar suministros, especialmente munición pesada, desde Balaclava a las tropas británicas implicadas en el sitio de Sebastopol durante la guerra de Crimea. Betts en particular fue el responsable de obtener la enorme cantidad de suministros y equipos, la flota de barcos para transportarlos desde Inglaterra hasta el mar Negro y los trabajadores cualificados necesarios para realizar el trabajo, todo ello en un período de tiempo muy corto.

## Vida personal
En 1843, Betts se casó con Ann Peto (19 de septiembre de 1820 - 23 de enero de 1908), hermana de Samuel Morton Peto. Ambos están enterrados en el panteón familiar, situado en el cementerio de la iglesia parroquial de San Pedro y San Pablo de Aylesford. Sus hijos fueron:
1. Edward Peto Betts (n. 1845) a veces llamado Edward Ladd Betts.
2. Elizabeth Peto Betts (22 de octubre de 1846 — 1 de marzo de 1940[3]) enterrada en el panteón familiar en Aylesford.
3. Morton Betts (30 de agosto de 1847 - 19 de abril de 1914), destacado deportista inglés de la época, conocido por haber marcado el primer gol en una final de la Copa FA inglesa.
4. Alice Peto Betts (n. 1849).
5. Ernest William Peto Betts (29 de octubre de 1850 - 12 de noviembre de 1932[5]) fue ordenado ministro de la Iglesia de Inglaterra y ofició las bodas de sus hermanos Morton y Ann.
6. Percy Campbell Betts (n. 7 de enero de 1856 - 14 de octubre de 1878)[3] se disparó accidentalmente en su casa mientras limpiaba un revólver.[6] Enterrado en el panteón familiar en Aylesford.
7. Herbert Peto Betts (n. 1857) fue ordenado ministro de la Iglesia de Inglaterra y ofició la boda de su hermana Ann.
8. Ann Gertrude Betts (n. 1858)

Alrededor de 1850, Betts compró una 'residencia palaciega', Preston Hall cerca de Aylesford en Kent (donde tenía empleadas a 18 personas), y la reconstruyó en un estilo jacobino. También en la década de 1850, adquirió una casa en Londres en el 29 de Tavistock Square (donde tenía empleados a otros 8 sirvientes) y en 1860 se había mudado a Great George Street, en Westminster. En 1858, ya magistrado y teniente adjunto, pasó a ser Alto Comisario de Kent. En las elecciones generales de 1865 disputó sin éxito el escaño de Maidstone como miembro del Partido Conservador.

## Trabajos posteriores
Betts y Peto siempre se habían mostrado receptivos a las grandes operaciones especulativas. Por ejemplo, una vez que construyeron el Ferrocarril de Londres, Tilbury y Southend, lo arrendaron como operadores durante veintiún años desde su apertura en 1854, una operación de la que se dijo en 1863 que les estaba costando 24.000 libras al año (equivalentes a 2 440 000 £ en 2021).
En la década de 1860, Betts y Peto acordaron construir una línea entre el Puente de Londres y Victoria para el Ferrocarril de Londres, Chatham y Dover y recibiendo el pago total en acciones y obligaciones de la empresa. Para recaudar los fondos necesarios para emprender la construcción, se involucraron en complicados esquemas de captación de recursos y, con sus operaciones en el extranjero obstaculizadas por la guerra, se endeudaron demasiado. En consecuencia, Betts y Peto fueron probablemente las víctimas más destacadas del colapso del banco Overend, Gurney and Company y de la subsiguiente crisis bancaria de 1866, cuando las acciones ferroviarias se vieron particularmente afectadas y el Ferrocarril de Londres, Chatham y Dover se declaró insolvente, de forma que las acciones con las que se les había pagado quedaron sin valor. No pudieron pagar a sus acreedores, y se declararon insolventes al año siguiente.
A partir de entonces, Betts solo logró acometer obras menores, realizando pequeñas reformas en el Metropolitan Railway de Londres y abordando un intento fallido de mejorar la navegación del río Danubio.

## Vida posterior
Después de su bancarrota, Betts se vio obligado a vender Preston Hall a su amigo Thomas Brassey, y se mudó a The Holmwood, en Bickley Park, cerca de Bromley, Kent "... donde aún podía mantener un carruaje". Por motivos de salud fue enviado por sus médicos a Egipto en 1871, pero murió al año siguiente en Asuán. Cuando falleció, su patrimonio fue valorado en menos de 16.000 libras esterlinas.